# Jean-Louis Bouet
Pour les articles homonymes, voir Bouet.
Jean-Louis Bouet, né le 1er août 1765 à Cristot et mort le 25 août 1810 à Rouen, est un architecte français.

## Biographie
Le père de Bouet, cultivateur et charpentier, lui fit apprendre l’état de menuisier. Alors âgé de quinze ans, il manifestait déjà d’heureuses dispositions et ne tarda pas à surpasser son maître. Comprenant qu’il avait besoin de fréquenter les grandes villes pour acquérir les connaissances qui lui étaient nécessaires pour exercer avec distinction une profession dont les productions sont variées à l’infini, Bouet vint, en 1784, à Rouen dans la seule intention de se perfectionner.
Il y réussit et se trouva, en peu d’années, capable d’entreprendre les travaux les plus difficiles, mais, transporté dans une sphère beaucoup plus étendue, ses idées s’élevèrent et s’agrandirent et Bouet conçut et réalisa le projet d’apprendre le dessin et les principes élémentaires de l’architecture. Il entra donc à la célèbre école de dessin de Descamps.
Quoiqu’il fût forcé de partager son temps entre l’exercice de sa profession et les nouvelles études auxquelles il se livrait, Bouet sut vaincre tous les obstacles et se suffire à lui-même par son ardeur et le travail le plus assidu. Ses progrès furent rapides et, bientôt, il fut en état d’enseigner les premiers éléments du dessin.
Peu après, il entra, comme dessinateur, chez Guéroult, alors architecte de la ville, puis chez Pioche, ingénieur de l’arrondissement. Dès lors, Bouet abandonna pour toujours ses premières occupations et se livra tout entier à l’étude de l’art auquel il s’était voué ; il suivit les constructions, en apprit tous les détails, et parcourut avec rapidité le cercle des connaissances nécessaires à un architecte.
En 1795, Bouet succéda à la place d’architecte de la ville devenue vacante par la retraite de Guéroult. La paralysie des arts qui résulta des évènements de la Révolution empêchèrent Bouet de mettre en évidence les talents qu’il avait acquis par l’étude et la méditation. La fin des troubles révolutionnaires lui permit de les développer dans la composition des plans et dans la conduite de plusieurs maisons particulières dont l’exécution lui fut confiée : on y remarque des distributions commodes et de belles proportions, ces premiers essais commencèrent sa réputation.
L’industrie française commençant à se relever à peu près vers cette même époque de l’espèce d’anéantissement où l’avaient plongée la Révolution, de grands et vastes ateliers de filature, qui firent la richesse de la Seine-Maritime commencèrent alors à s’élever de toutes parts, Bouet fut chargé de donner les plans et de diriger l’exécution de plusieurs de ces grands établissements et s’en acquitta de manière à mériter l’estime et la confiance des personnes qui l’avaient occupé.
En 1804, l’Académie de Rouen admit Bouet au nombre de ses membres résidents. D’un caractère obligeant, affable et modeste, qui lui concilia l’estime de ses supérieurs, le respect et l’attachement de ses subordonnés, Bouet était alors chargé de nombreux travaux, à la ville et à la campagne qui, joints aux devoirs de sa place d’architecte de la ville absorbèrent tous ses instants. Souvent il passait les nuits à composer, et les jours étaient employés à de fréquents voyages et à visiter les travaux. Cette multiplicité d’affaires de tout genre le mit souvent dans la dure nécessité de confier à ses élèves des détails qui devaient concourir à l’ensemble de ses compositions, telle est la cause de quelques fautes d’accord qui se font remarquer dans ses dernières productions.
Tant de soins, tant de fatigues altérèrent insensiblement sa santé, et furent la principe cause de la longue et douloureuse maladie à laquelle il a succombé dans un âge où il pouvait espérer jouir encore longtemps du fruit de ses travaux.